# Vitfiltad musselrödling
Vitfiltad musselrödling (Entoloma albotomentosum) är en svampart som beskrevs av Noordel. & Hauskn. 1989. Vitfiltad musselrödling ingår i släktet Entoloma och familjen Entolomataceae.  Arten är reproducerande i Sverige. Inga underarter finns listade i Catalogue of Life.